# La travessia del Navegant de l'Alba
La travessia del Navegant de l'Alba (en anglès: The Voyage of the Dawn Treader) és una novel·la fantàstica creada per l'escriptor l'irlandés C.S. Lewis. Publicada el 1952, és el cinquè llibre per ordre cronològic i el tercer per ordre de publicació de l'heptologia Les Cròniques de Nàrnia.
La novel·la tracta les aventures de Lucy, Edmund, Caspian i Eustace a bord del vaixell narnià el "Navegant de l'Alba", navegant per l'oceà buscant els nobles telmarins enviats per Miraz anys enrere a l'extrem oriental del món, mentre exploren aïgues desconegudes i s'enfronten a tota mena de perills.